# Onosma sericeum
Onosma sericeum är en strävbladig växtart som beskrevs av Carl Ludwig von Willdenow. Onosma sericeum ingår i släktet Onosma och familjen strävbladiga växter. Inga underarter finns listade i Catalogue of Life.